# Couperus Cahiers
De Couperus Cahiers vormen een reeks wetenschappelijke uitgaven en beschouwingen die wordt uitgegeven door het Louis Couperus Genootschap en gewijd is aan de schrijver Louis Couperus.
De romeins genummerde delen uit de reeks worden sinds 1995 in een beperkte oplage uitgegeven en worden (deels) genummerd en gesigneerd door de auteur.
De volgende delen zijn verschenen:
- 1995 – I: Jeannette E. Koch, Zingende lijnen, gebeeldhouwde impressies. Louis Couperus, Reisimpressies (1894) (200 genummerde waarvan 100 gesigneerde exemplaren)
- 1996 – II: Bas Heijne, Angst en schoonheid. Over Louis Couperus en Indië (500 genummerde exemplaren)
- 1996 – III: Caroline de Westenholz, Een witte stad van weelde. Louis Couperus en Nice (1900-1910) (200 genummerde en gesigneerde exemplaren)
- 1998 – IV: Maarten Klein, ‘Wist een mensch ooit iets’. Van oude menschen in nieuw licht (400 genummerde en gesigneerde exemplaren)
- 2000 – V: Feico Hoekstra, Een tempel voor de ziel. Over Pier Pander en Louis Couperus (300 genummerde en gesigneerde exemplaren)
- 2001 – VI: Manfred Horstmanshoff, ‘En ik verheug mij om de rijzende zon’. Een interpretatie van Couperus’ verhaal ‘De naumachie’ (350 genummerde en gesigneerde exemplaren)
- 2002 – VII: Ineke Sluiter, Hoogmoed en ironie. Couperus’ Xerxes (450 genummerde en gesigneerde exemplaren)
- 2003 – VIII: Karin Peterson, Generaties rond Couperus. Genootschappen 1928-2003 (550 genummerde en gesigneerde exemplaren)
- 2005 – IX: Piet Kralt, De goden, de schoonheid en het ogenblik. God en mens in het werk van Louis Couperus (250 genummerde en gesigneerde exemplaren)
- 2006 – X: Martijn Icks, Heliogabalus: geschiedenis en nachtmerrie. Historische achtergronden bij De berg van licht (350 genummerde en gesigneerde exemplaren)
- 2010 – XI: Maarten van Buuren, Drie fatale vrouwen in het fin de siècle. Emma Bovary, Anna Karenina, Eline Vere (350 genummerde en gesigneerde exemplaren)
- 2010 – XII: Anne Marie Musschoot, Een ‘vreemde’ vriendschap. Cyriel Buysse en Louis Couperus (450 genummerde en gesigneerde exemplaren)
- 2012 [=2013] – XIII: Elsbeth Etty, Het bloed van de barones. Seksueel geweld in Langs lijnen van geleidelijkheid (350 genummerde en gesigneerde exemplaren)